# روجيه غارودي
روجيه جارودي أو رجاء جارودي (بالفرنسية: Roger Garaudy)‏؛ (17 يوليو 1913 - 13 يونيو 2012 ) هو فيلسوف وكاتب فرنسي اعتنق الإسلام سنة 1982، متزوج من امرأة فلسطينية تدعى سلمى التاجي الفاروقي.

## حياته
ولد في فرنسا، لأم كاثوليكية وأب ملحد. اعتنق البروتستانتية وهو في سن الرابعة عشرة، درس في كل من جامعة مرسيليا وجامعة إيكس أون بروفانس وانضم إلى صفوف الحزب الشيوعي الفرنسي، وفي عام 1937 عُيِّن أستاذا للفلسفة في مدرسة الليسيه من ألبي.
خلال الحرب العالمية الثانية أُخذ كأسير حرب لفرنسا الفيشية في الجلفة بالجزائر بين 1940 و 1942. وفي عام 1945 انتخب نائبا في البرلمان، وصدر أول مؤلفاته عام 1946، حصل جارودي على درجة الدكتوراه الأولى سنة 1953 من جامعة السوربون عن النظرية المادية في المعرفة، ثم حصل على درجة الدكتوراه الثانية عن الحرية عام 1954 من جامعة موسكو.
طرد من الحزب الشيوعي الفرنسي سنة 1970م وذلك لانتقاداته المستمرة للاتحاد السوفياتي، وفي نفس السنة أسس مركز الدراسات والبحوث الماركسية وبقي مديرا له لمدة عشر سنوات.

### اعتناقه للإسلام
وبما أنه كان عضواً في الحوار المسيحي-الشيوعي في الستينيات، فقد وجد نفسه منجذباً للدين وحاول أن يجمع الكاثوليكية مع الشيوعية خلال عقد السبعينيات. وبدأ يميل إلى الإسلام في هذه الفترة.
في 2 يوليو 1982 أشهر جارودي إسلامه، في المركز الإسلامي في جنيف، وكتب بالمناسبة كتابيه «وعود الإسلام» و«الإسلام يسكن مستقبلنا». عرف الجمهور العربي والإسلامي جارودي لأول مرة بهذه المناسبة، فسطع نجمه في المؤتمرات والندوات وضيفاً في المنتديات، لكنه ظل عصيا على الاحتواء والاستحواذ، فأثار بذلك امتعاض وابتعاد الكثير من الدوائر الإسلامية عندما انتقد بشدة تيارات الفكر الإسلامي المعاصرة، معلناً أنه لم يتخلّٕ باعتناقه الإسلام عن جوهر المسيحية وكُنْه الماركسية.
حاول معمر القذافي استمالته في مشروع لنشر الإسلام في أوروبا، وتهجم بعض العلماء السعوديين عليه وتكفيرهم له استناداً لبعض المقولات الفلسفية والصوفية التي لم يستوعبوها حسب قوله. فقاطع المنتديات الإسلامية، وانسحب بتجربته الدينية ومقاربته الخاصة للإسلام إلى مدينة قرطبة الإسبانية التي أنشأ فيها متحفاً يؤرخ للتراث الأندلسي ولتجربة التعايش النادرة بين أتباع الديانات السماوية في الأندلس.
- - وسبب إسلامه يعود إلى تاريخ 1941 عندما كان سجيناً في الجزائر من قبل النازية الألمان، وكان برفقة 500 مناضل قاموا بعصيان في السجن، فأمر قائد السجن حاملي الرشاشات (وقد كانوا من الجزائريين المسلمين) أن يطلقوا النار على السجناء، فرفضوا.. ولم يفهم روجيه وقتها سبب رفضهم، وبعد فترة علم من قائد جزائري مسلم أنّ{شرف المحارب المسلم يمنعه أن يطلق النار على انسان أعزل}

يقول: كان هذا التصرّف أول مرّة أتعرف فيها على الإسلام وعلّمني أكثر من الذي تعلمته في جامعة السوربون..
ويقول: لم أُسْلِم بمحض الصدفة بل بعد معاناة وبحث ورحلة طويلة...

### معاداة الصهيونية
بعد مجازر صبرا وشاتيلا في لبنان أصدر غارودي بيانا احتل الصفحة الثانية عشرة من عدد 17 حزيران 1982 من جريدة لوموند الفرنسية بعنوان معنى العدوان الإسرائيلي بعد مجازر لبنان وقد وقع البيان مع غارودي كل من الأب ميشيل لولون والقس ايتان ماتيو. وكان هذا البيان بداية صدام غارودي مع المنظمات الصهيونية التي شنت حملة ضده في فرنسا والعالم.
فتحوّل بعد هذا الموقف من ضيف دائم على المحطات الإذاعية والتلفزيونية وأعمدة الصحف، إلى شخصية قاطعتها الصحف اليومية الفرنسية، فلم تنشر أي موضوع له.
في عام 1998م أدانت محكمة فرنسية جارودي بتهمة التشكيك في محرقة اليهود في كتابه «الأساطير المؤسسة لدولة إسرائيل»، حيث شكّك في الأرقام الشائعة حول إبادة يهود أوروبا في غرف الغاز على أيدي النازيين. وصدر بسبب ذلك ضده حكم بالسجن لمدة سنة مع إيقاف التنفيذ.

## فكره
ظلّ ملتزما بقيم العدالة الاجتماعية التي آمن بها في الحزب الشيوعي، ووجد أن الإسلام ينسجم مع ذلك ويطبقه. ظلّ على عدائه للإمبريالية والرأسمالية، وبالذات لأمريكا.

وفي كتاب الإسلام دين المستقبل يقول جارودي عن شمولية الإسلام: 
رغم وصف الصحافة الفرنسية والغربية لغارودي بالفيلسوف المعادي للسامية، فإن غارودي لم ينكر حقيقةً المحرقة، ولم يتبنَّ الدعاية النازية، بل أقر بحجم المأساة اليهودية وبحرب الإبادة النازية ضد اليهود. أراد جارودي أن يبين أن النازية من حيث هي نزعة عنصرية استعمارية لم تستهدف اليهود وحدهم، وإنما استهدفت شعوباً وقوميات أخرى. كان يقول غارودي أن أحداث المحرقة ضخمت وأعطيت أبعاداً أسطورية غير تاريخية، من أجل توظيفها في صراعات الحاضر. وإن المأساة اليهودية التي تمت بالكامل على المسرح الأوروبي وظفت لحجب حروب الإبادة وجرائم التقتيل والتهجير القسري التي ترتكبها إسرائيل ضد الفلسطينيين.

## جوائز
نال جائزة الملك فيصل العالمية سنة 1985 عن خدمة الإسلام وذلك عن كتابيه Promesses de l'Islam (وعود الإسلام) و L'Islam habite notre avenir (الإسلام يسكن مستقبلنا) ولدفاعه عن القضية الفلسطينية.
حصل على الدكتوراه الفخرية من جامعة قونية في تركيا سنة 1995.

## مؤلفاته
- Antée (roman), Éditions Hier et Aujourd'hui, 1945
- Le communisme et la renaissance de la culture française (1945)
- Le huitième jour de la création (roman), Éditions Hier et Aujourd'hui, 1946
- Contribution historique de la civilisation arabe, Éditions Liberté, Alger, 1946. Lire ici
- Les sources françaises du socialisme scientifique, Éditions Hier et Aujourd'hui, 1948
- L'Église, le communisme et les chrétiens, Éditions Sociales, 1949
- Grammaire de la liberté, Éditions Sociales, 1950
- Le manifeste du Parti communiste: révolution dans l’histoire de la pensée socialiste (1952)
- Théorie matérialiste de la connaissance, PUF, 1953
- La Liberté, Éditions Sociales, 1955
- Mésaventures de l’anti-marxisme. Les malheurs de M. Ponty (ouvrage collectif), Éditions Sociales, 1956
- Humanisme marxiste, Éditions Sociales, 1957
- Questions à Jean-Paul Sartre, précédées d’une lettre ouverte (1960)
- Du surréalisme au monde réel : l'itinéraire d'Aragon, Gallimard, 1961
- Perspectives de l’homme, PUF, 1961
- الإله ميّت Dieu est mort, PUF, Paris, 1962
- Qu’est-ce que la morale marxiste?, Éditions Sociales, 1963
- D'un réalisme sans rivages Picasso Saint-John Perse Kafka, préface de لويس أراغون، Plon, 1963
- Karl Marx, Seghers, Paris (1965)
- D’un réalisme sans rivage, Plon, 1965
- De l’anathème au dialogue, Plon, 1965
- Marxisme du XXe قرن, La Palatine, Paris-Genève, 1966
- Le Problème chinois, Seghers, 1967
- Lénine, PUF, Paris, 1968
- Pour un réalisme du XXe قرن siècle. Etude sur Fernand Léger, Grasset, 1968
- Pour un modèle français du Socialisme, Gallimard, 1968
- Peut-on être communiste aujourd'hui ?, Grasset, 1968
- La liberté en sursis. Prague 1968, Fayard, 1968
- Le Grand tournant du socialisme, Gallimard, Paris (1969)
- Marxistes et chrétiens face à face, en collaboration avec Q. Lauer, Arthaud, Paris, 1969
- Toute la vérité, Grasset, 1970
- Reconquête de l'espoir, إصدارات غراسي، Paris, 1971
- L’Alternative, Robert Laffont, Paris, 1972
- دعوة إلى الحياة Danser sa vie, préface de موريس بيجار، Le Seuil, 1973
- 60 Oeuvres qui annoncèrent le futur. Esthétique. Éditions Skira, Genève, 1974.
- Parole d'homme, Robert Laffont, 1975
- Le projet espérance, Robert Laffont, Paris, 1976
- Pour un dialogue des civilisations Denoël, 1977
- من تعتقدون أنني أكون؟؟ Qui dites-vous que je suis ? (roman) Éditions du Seuil, 1978
- Appel aux vivants, Éditions du Seuil, Paris (1979), جائزة دو ماغو  [لغات أخرى]‏
- Comment l'homme devint humain, Éditions Jeune Afrique,1979
- Il est encore temps de vivre, Stock, 1980
- Promesses de l'Islam, Seuil, 1981
- Pour l'avènement de la femme, Albin Michel, Paris, 1981
- L’Affaire Israël : le sionisme politique, Papyrus, 1983[15]
- Eduquer au dialogue des civilisations ,ouvrage en collaboration,1983, Éditions du Sphinx,Québec (ISBN 2-920123-04-1)
- Biographie du XXe قرن, Tougui, Paris, 1985
- Pour un Islam du XXe siècle (Charte de Séville), Tougui, Paris, 1985. طالع هنا بالعربية والفرنسية
- Les Fossoyeurs. Un nouvel appel aux vivants, L'Archipel, Paris, 1992
- Mon tour du siècle en solitaire, mémoires, Robert Laffont, Paris (1989)
- Intégrismes, Belfond, 1990
- Les Orateurs de la Révolution française (1991)
- À Contre - Nuit (1992)
- هل نحتاج إلى إله؟ Avons-nous besoin de Dieu ?, introduction de l'أبي بيار، Desclée de Brouwer, Paris (1993)
- Souviens-toi : brève histoire de l'Union soviétique, Le Temps des cerises, Pantin (1994)
- نحو حرب دينية Vers une guerre de religion ? Débat du siècle, Desclée de Brouwer, Paris (1995)
- أصول الاصوليات والتعصبات السلفية L'Islam et l'intégrisme, Le Temps des cerises, Pantin (1996)
- * الأساطير المؤسسة للسياسة الإسرائيلية Les Mythes fondateurs de la politique israélienne
- ازدهار وتدهور الإسلام Grandeur et décadences de l'Islam, Alphabeta & chama, Paris (1996)
- Réponse au lynchage médiatique de l'abbé Pierre et de Roger Garaudy, Samizdat, brochure de 38 pages, juin 1996
- Mes témoins, Éditions À Contre-Nuit, Paris, 1997
- Les États-Unis avant-garde de la décadence, Éditions Vent du Large, Paris, 1997
- Le Procès du sionisme israélien, Éditions Vent du Large, 1998, Samiszdat Roger Garaudy, 1996[16]
- Le Procès de la liberté, en collaboration avec جاك فيرجيس، Vent du large, Paris, 1998
- L’Avenir, mode d'emploi,[17] Vent du large, Paris, 1998
- L'Islam en Occident, Cordoue capitale de l'esprit, دار نشر آرماتان، Paris, 2000
- Le XXIe siècle. Suicide planétaire ou résurrection, en collaboration, L'Harmattan, 2000, ISBN : 978-2-7384-9074-2
- Le Terrorisme occidental, Al-Qalam, Luxembourg, 2004
- Qu'est-ce que l'anti-américanisme ?
- Plusieurs articles importants dans la revue À contre-nuit

### مؤلفاته بعد إسلامه
رغم حداثة إسلام جارودي وكثرة المصاعب التي واجهته سواء من حيث اللغة أو الثقافة استطاع أن يؤلف العديد من الكتب منها:
- وعود الإسلام
- الإسلام دين المستقبل
- المسجد مرآة الإسلام
- الإسلام وأزمة الغرب
- حوار الحضارات
- كيف أصبح الإنسان إنسانيا
- مستقبل المرأة وغيرها
- المسجد مرآة الإسلام (Mosquée, miroir de l'Islam).
- جولتي وحيدا حول هذا القرن (Mon tour du siècle en solitaire)
- فلسطين أرض الرسالات الإلاهية (Palestine, terre des messages divins)، 1986 (ترجمة: عبد الصبور شاهين، دار التراث، القاهرة، 1986)[18]
- «الولايات المتحدة طليعة التدهور» 1997
- الإرهاب الغربي 2004.

## وصلات خارجية
- روجيه غارودي على موقع IMDb (الإنجليزية)
- روجيه غارودي على موقع مونزينجر (الألمانية)
- روجيه جارودي والحركة الصهيونية الشريعة والحياة، الجزيرة.نت
- رحيل الفيلسوف المسلم روجيه غارودي، تعريف بالفيلسوف الراحل من موقع الجزيرة.نت